# Kamameshi
Il kamameshi (釜飯?) (letteralmente "riso bollente") , è un piatto tipico della cucina giapponese, a base di riso. Ricorda il takikomi gohan, ma viene cotto in una pentola di ferro.

## Preparazione
Il riso viene cucinato con vari tipi di carne, pesce e verdure, durante la cottura in una pentola di ferro il riso inizia a bruciarsi in fondo alla pentola producendo il sapore tipico della pietanza.

## Diffusione
Nella cucina cinese esiste una pietanza simile, nota con il nome di guō fàn (鍋飯) o (in cantonese) chai fan (煲仔飯).

## Ekiben
- Kujira Kamameshi (鯨釜飯?) - Stazione di Sendai (Sendai, Prefettura di Miyagi)
- Tōge no Kamameshi (峠の釜めし?) - Stazione di Yokokawa (Prefettura di Gunma)
- Mampuku Kamameshi (まんぷく釜めし?) - Stazione di Echigo-Yuzawa (Prefettura di Niigata)
- Takeda Jinchū Kamameshi (武田陣中釜飯?) - Stazione di Kōfu (Prefettura di Yamanashi)
- Sansai Tori Kamameshi (山菜鶏釜めし?) - Stazione di Kobuchizawa (Prefettura di Yamanashi)
- Azumino Kamameshi (安曇野釜めし?) - Stazione di Matsumoto (Prefettura di Nagano)
- Kisoji Kamameshi (木曽路釜めし?) - Stazione di Nakatsugawa (Prefettura di Gifu)
- Unagi Kamameshi (うなぎ釜飯?) - Stazione di Hamamatsu (Prefettura di Shizuoka)
- Ibuki Kamameshi (伊吹釜めし?) - Stazione di Maibara (Prefettura di Shiga)

## Galleria d'immagini

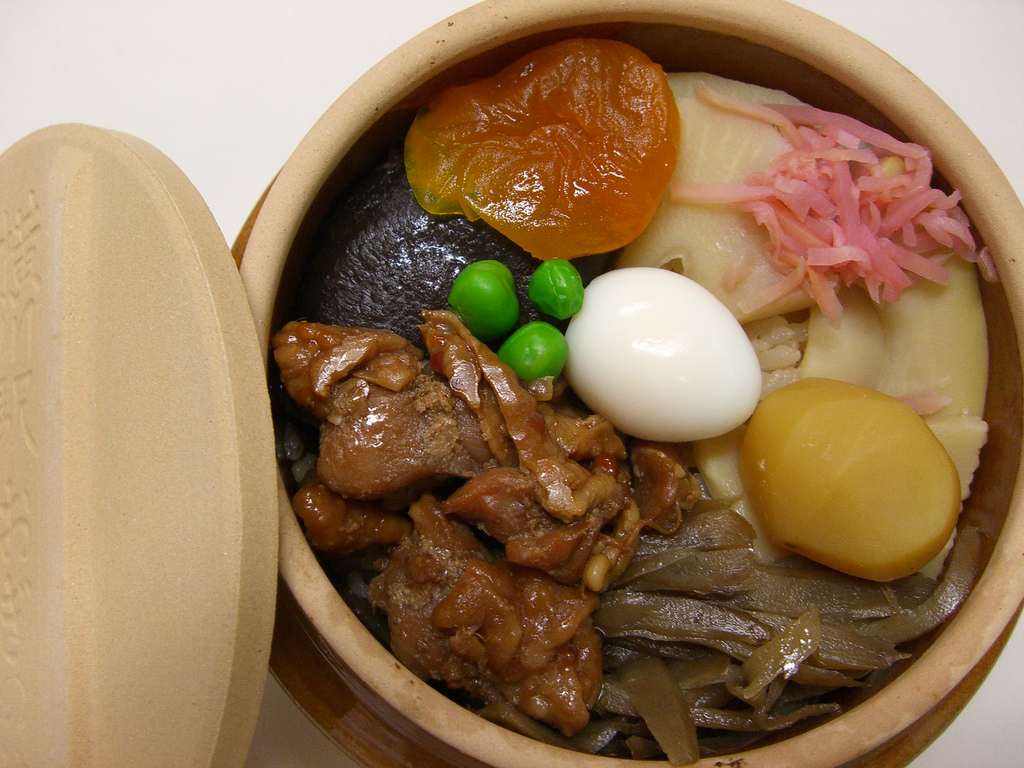
Tōge no Kamameshi
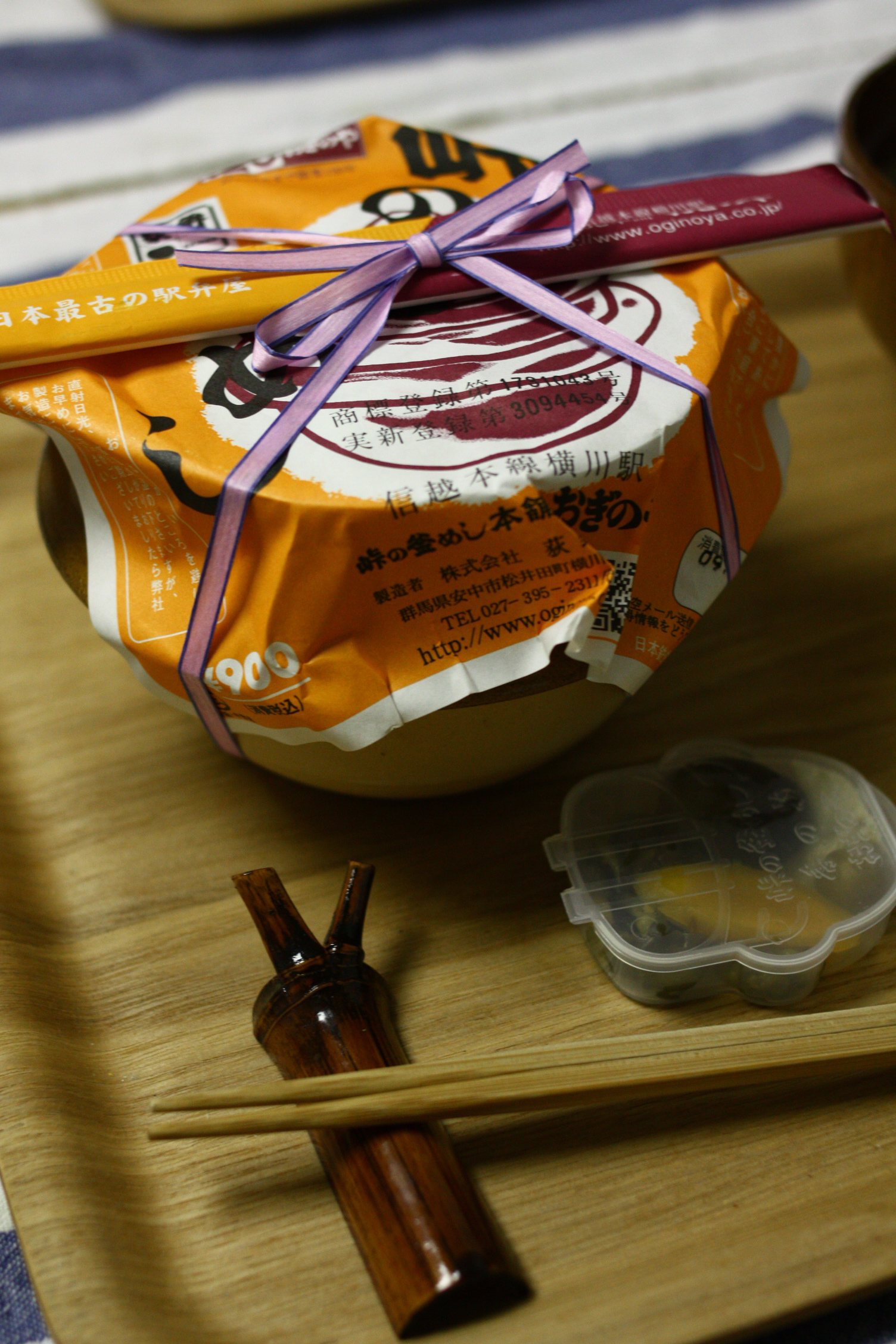
Tōge no Kamameshi
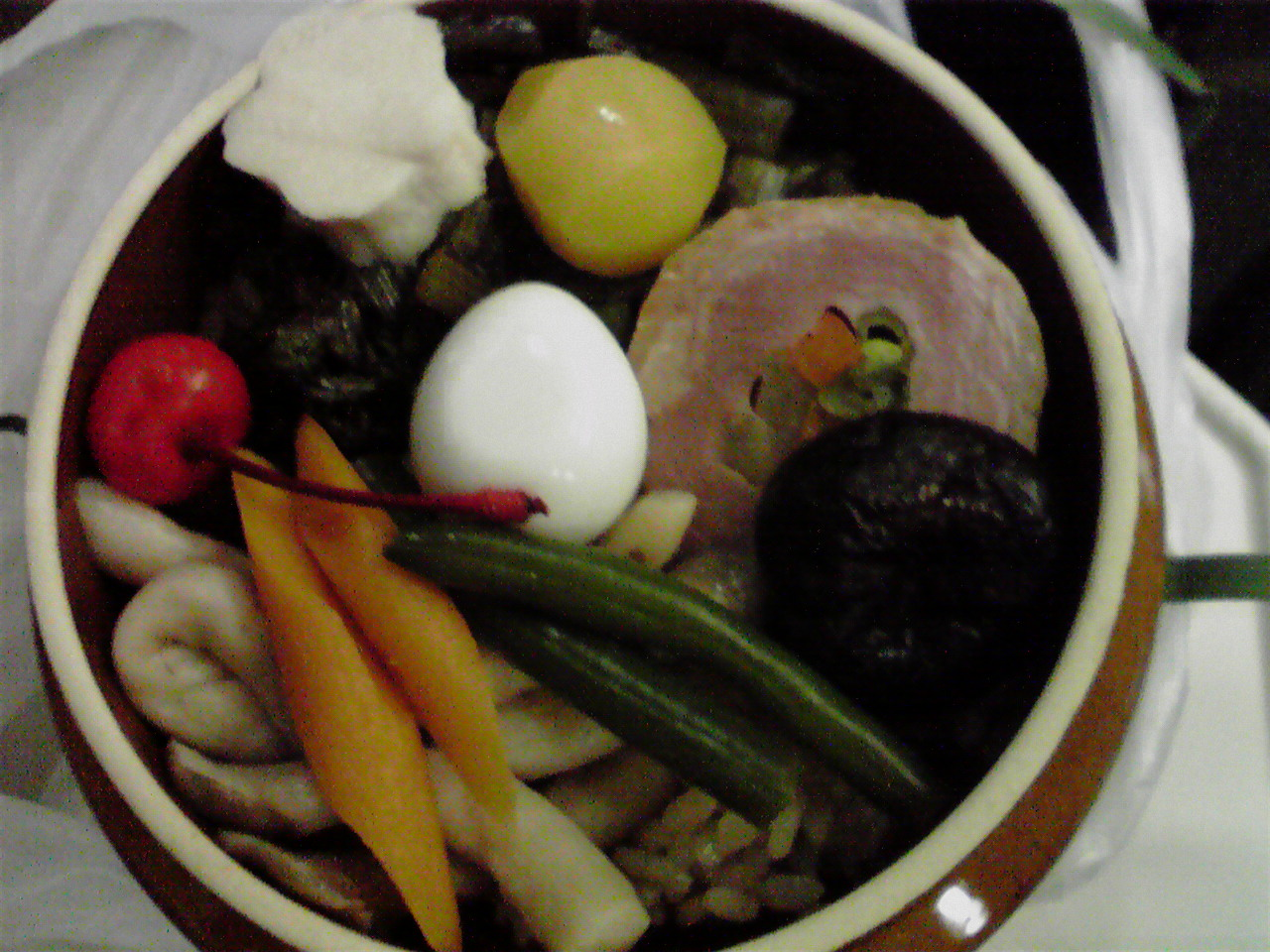
Azumino Kamameshi